# Сант-Атанасио-а-Виа-Тибуртина (титулярная церковь)
Титулярная церковь Сант-Атанасио-а-Виа-Тибуртина (лат. Sancti Athanasii ad viam Tiburtinam) — титулярная церковь была создана Папой Иоанном Павлом II 28 июня 1991 года. Титул принадлежит церкви Сант-Атанасио-а-Виа-Тибуртина, расположенной в квартале Рима Пьетралата, на виа Акилле Бенедетти 11. 
Святого Афанасия пригласил в Рим Папа Юлий I, чтобы обсудить проблемы, связанные с евсевианами на римском соборе 340 года, возвестил до римлян, египетское монашества, житие святого Антония, монашеские правила святого Пахомия и монашескую дисциплину девственниц и вдов. Благодаря его работе началось монашество в Италии.

## Список кардиналов-священников титулярной церкви Сант-Атанасио-а-Виа-Тибуртина
- Александру Тодя — (28 июня 1991 — 22 мая 2002, до смерти);
- Габриэль Зубейр Вако — (21 октября 2003 — по настоящее время).